# Veľké Kozmálovce
Veľké Kozmálovce  is een Slowaakse gemeente in de regio Nitra, en maakt deel uit van het district Levice.
Veľké Kozmálovce telt 721 inwoners.